# Fédération nationale des orthophonistes
La Fédération nationale des orthophonistes, abrégé en FNO, est un syndicat professionnel d'orthophonistes français fondé le 16 mars 1968 sur les bases du SNO (syndicat national des orthophonistes) créé en 1959 par Suzanne Borel-Maisonny, régi par la loi de juillet 1884 (organismes professionnels). Actuellement la FNO est le seul syndicat reconnu comme représentatif de la profession d’orthophoniste. 

## Origines, création et développement
Après avoir « inventé » la discipline en France à la fin des années 1930, Suzanne Borel-Maisonny crée l'ARPLOE (Association des Rééducateurs de la Parole et du Langage Oral et Écrit) vers 1955, association où se rencontrent des professionnels du secteur médical et du secteur éducatif. Ressentant la nécessité de créer une profession légale avec un cursus de formation initiale officiel (des cursus universitaires existent depuis 1955 à l'initiative de certains professeurs de médecine à Paris, Lyon, Marseille et Bordeaux, notamment), l'outil syndicat lui parait être le plus adapté pour négocier un statut légal avec les pouvoirs publics.
C'est chose faite en 1964 (loi du 10 juillet) qui crée la profession, et permet à l'Université (facultés de médecine) de mettre en place un cursus au milieu des années 1960, qui sera réformé en 1972, puis en 1986 et  1997, et enfin en 2013 passant de deux années de formation à l'origine à cinq années universitaires en 2013. Le SNO grandissant, il est transformé en fédération le 16 mars 1968, quelques jours avant le début officiel des évènements de la même année (mouvement du 22 mars à Nanterre), fédération à laquelle adhère une dizaine de syndicats régionaux. Ce nombre augmente progressivement, jusqu'à atteindre en 1990 la vingtaine, où sont représentés aussi les orthophonistes d'outre-mer (Antilles-Guyane et Réunion).

## Les président(e)s de la FNO
Si Suzanne Borel-Maisonny est présidente du SNO de 1959 à 1968, Claire Dinville lui succède jusqu'en 1970, puis sont présidentes chronologiquement Marie-Rose Mousset (1970-1974), Janie Ciabrini (1974-1977). Pierre Ferrand (1977-1986) et Jacques Roustit (1986-2004) seront ensuite à la tête de la fédération, et ce pour 27 ans. En 2004, alors que les femmes représentent 96,5 % de la profession, Nicole Denni-Krichel devient présidente de la fédération, et est reconduite dans ses fonctions en 2007 et en 2010. Anne Dehêtre est élue présidente en juin 2013 lors du Congrès fédéral de Saint-Malo, réélue en 2016 lors du congrès fédéral de Lyon et en 2019 lors du congrès de Bordeaux. Sarah Degiovani, orthophoniste en Île-de-France, est élue présidente de la FNO, lors du 29e congrès de la fédération, en juin 2022.

## Actions, services et associations
- Très vite la FNO devient l'interlocuteur essentiel des pouvoirs publics, et est reconnue seule représentative de la profession au début des années 1970 ; elle signe avec la Sécurité sociale la première convention nationale d'assurance maladie en 1974. La FNO met aussi en place, dès 1971 (loi Chaban-Delmas sur la formation professionnelle continue), la formation continue des orthophonistes, organisée par les orthophonistes, financée par les seuls orthophonistes. La FNO organise aussi régulièrement des congrès scientifiques. Par ailleurs, elle représente, dès le début, à la fois les orthophonistes du secteur libéral et ceux du secteur salarié. Le nombre de ses adhérents augmente régulièrement avec la démographie de la profession, qui passe d'un millier vers 1975 à près de 16 000 en 2006, jusqu'à représenter 40 % de la profession (nombre des syndiqués). Mais son audience dépasse largement ce pourcentage. Vers 1980, la FNO crée un mensuel L'Orthophoniste dont le rédacteur en chef est Dominique Depoorter, auquel succède Michel Barbier en 2005; puis elle met en place des services de solidarité professionnelle (Assurance, association de gestion agréée, puis service juridique), et crée une maison d'édition en 1982, Ortho-Édition, gérée par Dominique Depoorter puis par Quentin Dassy depuis 2023.
- En 1982, elle fonde aussi l'UNADRIO (Union Nationale pour le développement de la Recherche et de l'Information en Orthophonie) qui devient UNADREO (Union Nationale pour le Développement de la Recherche et de l'Evaluation en Orthophonie) en 2000 ; l'UNADREO est reconnue "société savante" pour la profession en 2005. Ses présidents ont été: Pierre Ferrand de 1982 à 1988, René Degiovani de 1988 à 1995, et actuellement, l'association est présidée par Thierry Rousseau. L'UNADREO édite depuis 1986 une revue scientifique destinée aux cliniciens et aux chercheurs : Glossa, les cahiers de l'UNADREO.
- En 1988, à l'initiative de la FNO (Jacques Roustit président et Jean-Marc Kremer secrétaire général)est fondé à Paris, le 6 mars, le Comité Permanent de Liaison des Orthophonistes-Logopèdes de la C.E.E. avec 11 pays qui répondent à l'appel de la France et qui signent la charte constitutive. Désormais l'Europe de l'orthophonie peut se développer, et les migrations professionnelles au sein de l'Union européenne s'effectuer légalement.
- Le 6 décembre 1992, la FNO crée "Orthophonistes du Monde", pour répondre aux demandes nombreuses d'aide en provenance de pays démunis en matière d'orthophonie. Brigitte Marcotte en est la première présidente effective. Élisabeth Manteau lui succède en 2003 et Agnès Gascoin en est présidente depuis décembre 2013.
- En décembre 1994, la Fédération nationale des orthophonistes se voit confier par l’ARPLOEV la publication de la revue Rééducation orthophonique.
- En 2007, la FNO connaît toujours une courbe ascendante (près de 7000 syndiqués), et promeut, comme cela est le cas dès le début de sa fondation, un syndicalisme non corporatiste, pour une profession généraliste à la formation de haut niveau pour répondre, dans la qualité, à une demande de soins de plus en plus importante dans tous les domaines des troubles et pathologies de la communication, de la voix, de la parole, de la déglutition et du langage oral ou écrit, et ce quel que soit l'âge du patient. Par ailleurs, dès les années 1980, la FNO a milité pour la mise en place d'une prévention dans le domaine, et a soutenu toutes les initiatives de création d'outils spécifiques de dépistage des troubles du langage chez l'enfant.
- En 2013, après onze ans de travail et de combat avec l'intersyndicale réunissant syndicats professionnels, confédérations de salariés, chercheurs et étudiants, le cursus universitaire est reconnu au grade Master (300 ECTS) conformément au système système L-M-D du traité de Bologne signée par 35 pays européens en 1999, seul moyen de conserver et intégrer l'ensemble des compétences de l'orthophoniste dans un unique diplôme. La première rentrée universitaire pour l'obtention du diplôme ainsi ré-ingénié a eu lieu en septembre 2013.
- Actuellement, la FNO se bat pour une transposition de la reconnaissance des compétences et responsabilités des orthophonistes dans les grilles salariales de la fonction publique et des établissements de soins du secteur privé. En juin 2015 le ministère de la Santé a voulu reclasser les orthophonistes de la fonction publique dans des grilles correspondant à un diplôme de Licence (infirmiers, ergothérapeutes...), mais sous la menace d'une grève de toute la profession, y compris des enseignements théoriques et cliniques, le ministère a reculé et a retiré ce projet de décret. Cependant, alors que la FNO avec l'ensemble de la profession - toujours unie en intersyndicale - réclame depuis 2013 l'ouverture de négociations pour un reclassement juste, les deux ministères en responsabilité du dossier (santé et fonction publique) restent muets et aucune solution n'est proposée.

### Organisations professionnelles francophones d'orthophonistes / logopèdes
- Belgique : Union professionnelle des logopèdes francophones
- Québec : Ordre des orthophonistes et audiologistes du Québec
- Suisse : Association Romande des Logopédistes Diplômés